# Stor-Tjuvtjärnen
Stor-Tjuvtjärnen är en sjö i Härnösands kommun i Ångermanland och ingår i Gådeåns huvudavrinningsområde.